# Ulla Bergryd
Ulla Bergryd, född 25 juli 1942 i Stockholm, död 31 maj 2015 i Stockholm, var en svensk föreläsare och skådespelare. Enda sedan ungdomen var hon intresserad av Hollywood, men han utbildade sig inom antropologi i Göteborg. Efter att en scout ville finna nya ansikten att fotografera, ledde detta till av Ulla Bergryd fick rollen som Eva i filmen Bibeln... i begynnelsen, regisserad av John Huston. 
Kort därefter medverkade hon den grekiska filmen Epiheirisis Apollon, regisserad av Giorgos Skalenakis. Efter det avslutade hon sin kortvariga filmkarriär och blev föreläsare inom sociologi i Stockholms universitet.